# Аушигер
Аушигер (рос. Аушигер) — село у Черецькому районі Кабардино-Балкарії Російської Федерації.
Орган місцевого самоврядування — сільське поселення Аушигер. Населення становить 4807 осіб.

## Історія
Згідно із законом від 27 лютого 2005 року органом місцевого самоврядування є сільське поселення Аушигер.

## Населення
| 2002  | 2010  | 2012  | 2013  | 2014  | 2015  | 2016  |
| ----- | ----- | ----- | ----- | ----- | ----- | ----- |
| 4811  | ↘4807 | ↗4850 | ↗4871 | ↘4868 | ↗4904 | ↗4916 |
| 2017  | 2018  | 2019  | 2020  |       |       |       |
| ↗4947 | ↗4948 | ↘4946 | ↗4949 |       |       |       |